# Мочан, Виктор Осипович

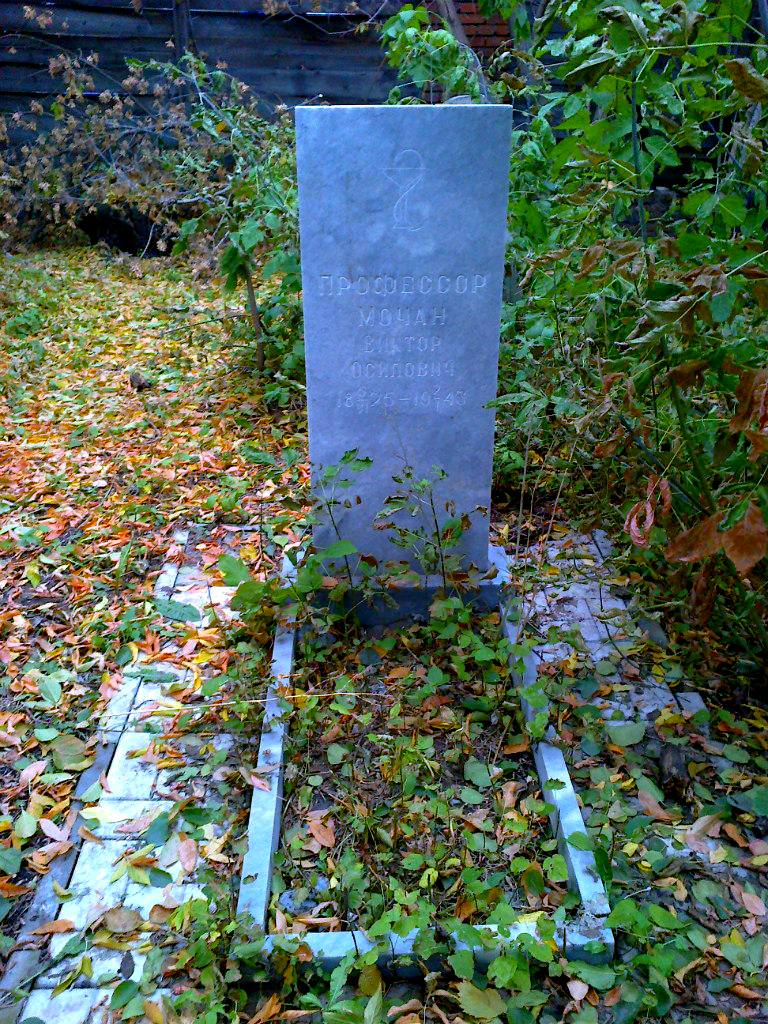
Надгробный памятник на Старо-Еврейском кладбище в Омске

Ви́ктор О́сипович Моча́н (30  мая [11 июня] 1875, Одесса — 7 января 1943, Омск) — русский и советский педиатр, учёный-медик и организатор здравоохранения, профессор, заслуженный деятель науки РСФСР (1935). Основоположник и первый директор Ленинградского научно-практического Института охраны материнства и младенчества, председатель Ленинградского научного общества охраны материнства и младенчества, один из основоположников советской педиатрической школы.

## Биография

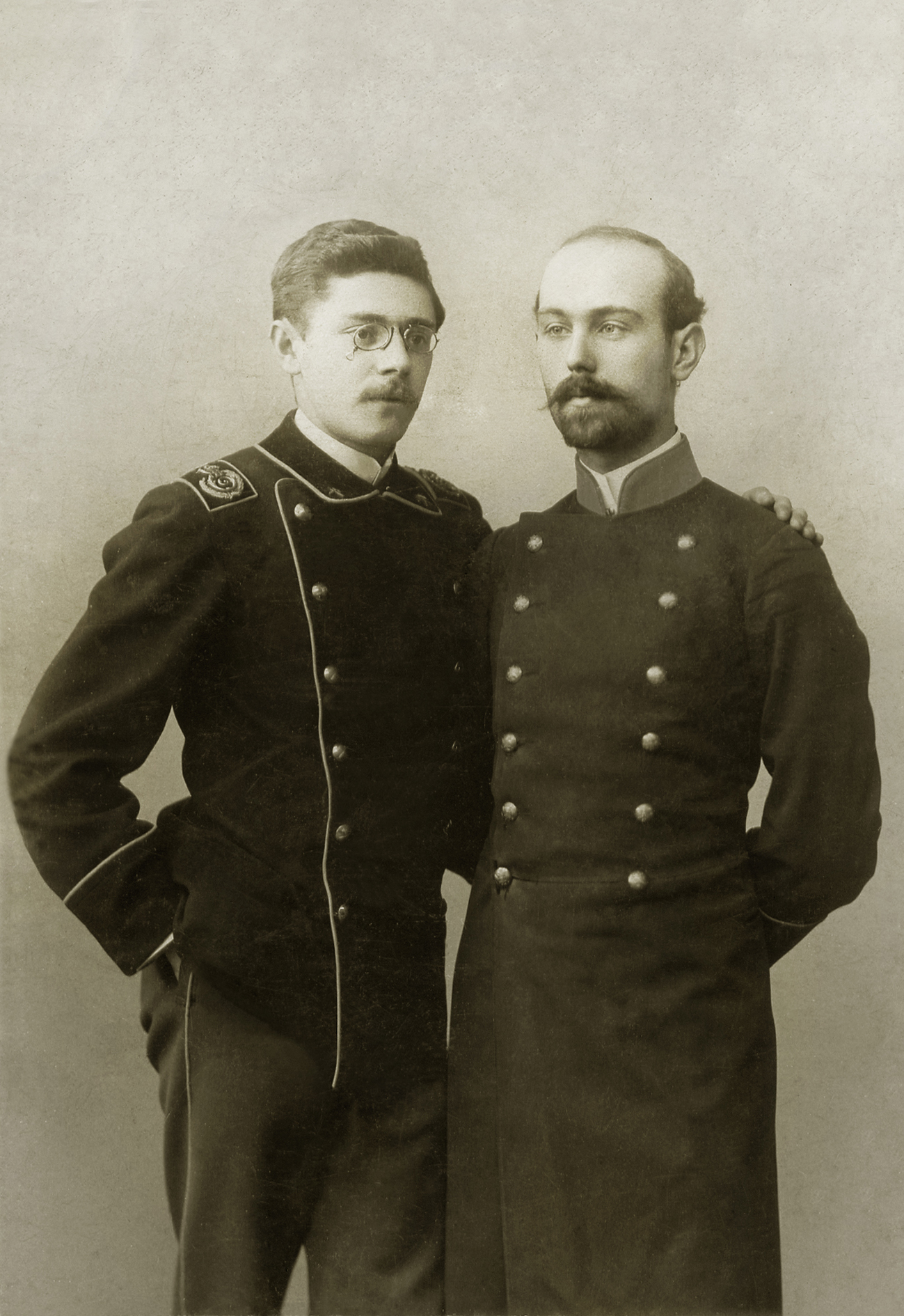
Студент Московского университета Виктор Мочан (справа) с двоюродным братом, студентом инженерного училища Александром Ефимовичем Ландсбергом. 1899 г.

Родился 30 мая (по старому стилю) 1875 года в Одессе в семье маякского купеческого сына Осипа Григорьевича (Иосифа Гершевича) Мочана (25 сентября 1837 — 5 апреля 1878) и его жены Полины (Паулины, в девичестве Гринберг; 15 февраля 1847 — 27 декабря 1907). В записи о рождении в 1878 году его младшего брата, названного в память об отце Иосифом, отец уже числится «швейцарским подданным»; в записи о смерти в Киеве от лёгочной чахотки его старший брат, студент Харьковского университета Александр Иосифович Мочан (1868—1888), также указывается швейцарским гражданином. По окончании Одесской 2-й гимназии поступил в университет Св. Владимира, откуда перешёл на естественное отделение физико-математического факультета Новороссийского университета, который успешно окончил в 1897 году.
В том же году стал студентом третьего курса медицинского факультета Московского университета, где под влиянием лекций профессора Нила Фёдоровича Филатова очень скоро увлёкся педиатрией. В письме к родным Виктор Осипович писал:

«…Если студент четвёртого курса имеет право думать о специальности, то я бы выбрал для себя детские болезни»— Арсеньев Г. И. Жизнь и деятельности Виктора Осиповича Мочана. (рукопись)
Интересно, что родившись в Российской империи и ни разу не покидая её пределов, только при поступлении в Московский университет В. О. Мочану было даровано Российское гражданство:

«Означенный в сём Виктор Мочан на основании разрешения г. Министра Внутренних Дел, сообщенного в отзыве Департамента Общих Дел 20 сентября 1897 года за № 16417, приведён к присяге на подданство России, о чем и выдано ему Одесским Градоначальником свидетельства 20 июня 1898 года за № 1546»— Полное собрание Законов Российской империи
Окончив в звании лекаря в октябре 1900 года университет, Виктор Осипович сразу переехал в Петербург, где в качестве врача-экстерна несколько месяцев проработал в Николаевской детской больнице и менее чем через год стал сверхштатным ординатором клиники детских болезней Женского медицинского института. Здесь годом раньше профессор Дмитрий Александрович Соколов впервые организовал кафедру детских болезней, и Виктор Осипович на многие годы оказался его ближайшим учеником и соратником.
В 1903 году В. О. Мочан защитил диссертацию на степень доктора медицины, выполненную под руководством Д. А. Соколова. Его работа была посвящена изучению фосфорно-кальциевого обмена при рахите у детей. Лабораторная часть исследования выполнялась при участии сначала профессора Е. С. Лондона, а затем профессора С. С. Салазкина.
В звании доктора медицины, Виктор Осипович в 1904 году получил должность младшего ассистента своей кафедры, а спустя 8 лет стал старшим ассистентом.
Помимо основной деятельности в институте, В. О. Мочан с 1910 года исполнял обязанности врача в гимназии Лентовской. Её бывший воспитанник академик Д. С. Лихачёв позднее вспоминал: 

«Школа образовалась после революции 1905 года из числа преподавателей, изгнанных из казённых гимназий за революционную деятельность. Их собрала театральный антрепренёр Лентовская, дала денег и организовала частную гимназию, куда сразу стали отдавать своих детей левонастроенные интеллигенты».— 

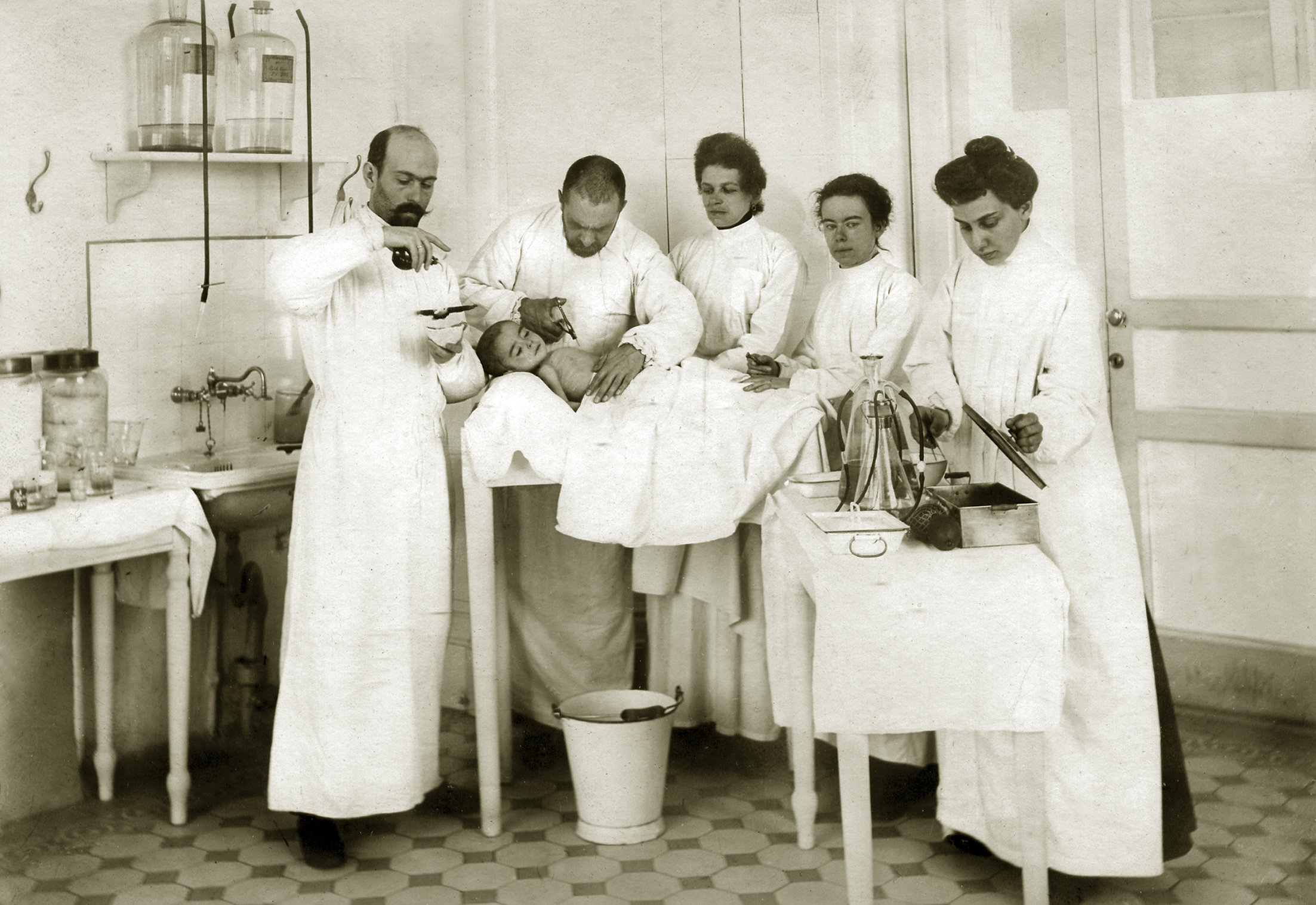
Профессор Д. А. Соколов выполняет дренирование плевральной полости ребёнку в детской клинике Женского медицинского института. Масочный наркоз даёт В. О. Мочан

Вероятно, подобные взгляды были близки и В. О. Мочану, поскольку его дочери также обучались в гимназии Л. Д. Лентовской. Вполне возможно, впрочем, что причина его сотрудничества с гимназией была другой. В эти годы Виктор Осипович проживал на Большом проспекте Петербургской (с 1914 года — Петроградской) стороны, и гимназия находилась против окон его квартиры, на противоположной стороне проспекта, в доме № 61.

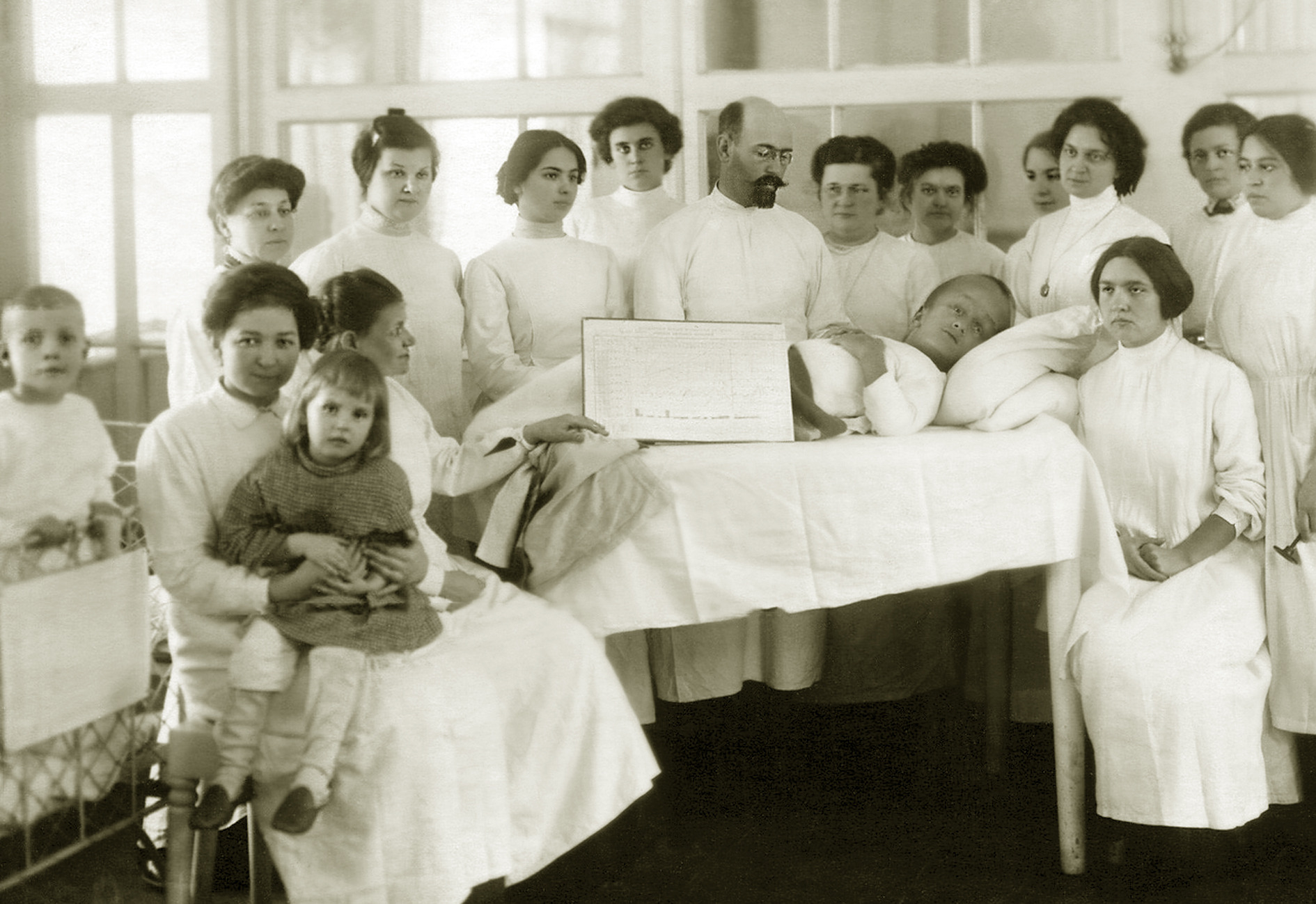
Занятия в детской клинике Женского медицинского института проводит В. О. Мочан. Обсуждается больной с декомпенсированной формой врождённой гидроцефалии.

Тяжело заболев, в 1914 году Д. А. Соколов оставил свою должность и В. О. Мочан продолжил работу на кафедре под руководством нового заведующего - приват-доцента И. А. Шабада. Неожиданная смерть И. А. Шабада в феврале 1917 года, разруха, начавшаяся после Октябрьской революции, тяжело отразились на состоянии детской клиники. Часть помещений была передана для лечения раненых. Закрылось сначала грудное отделение, а спустя некоторое время и другие палаты. В этих условиях Виктор Осипович вынужден был оставить кафедру, на которой прослужил более 16-ти лет и сконцентрировался на работе а Пироговской детской больнице.
С этой больницей он был связан с 1916 года. Тогда, в связи с Первой мировой войной, на средства Татьянинского комитета и Комитета помощи беженцам Петроградского общества памяти Н. И. Пирогова специально для детей-беженцев была организована детская больница в память Н. И. Пирогова на 250 коек. Строилась она на территории бывшей старообрядческой богадельни на набережной реки Волковки, д. 3 по проекту архитектора И. А. Фомина при участии её будущего главного врача В. О. Мочана. Просуществовала больница недолго и была закрыта в 1927 году. До 1922 года ей руководил Виктор Осипович. Спустя почти 40 лет, по тому же адресу была вновь открыта детская больница, которая просуществовала до 1996 года.

### У истоков организации детского здравоохранения Ленинграда
Вскоре после Октябрьской революции, 24.03.1918 года в Петрограде был организован городской орган управления здравоохранением под названием «Комиссариат здравоохранения Союза коммун Северной области». Он состоял из нескольких отделов, где вопросами здоровья детей ведал Школьно-гигиенический отдел, возглавляемый бывшим почётным лейб-педиатром и директором высших курсов П. Ф. Лесгафта С. А. Острогорским.
Одновременно при Комиссариате социального обеспечения, который размещался в здании бывшего Мариинского комитета, появился отдел Охраны материнства и младенчества. В его ведении находились детские приюты и богадельни. По-существу, централизованной системы охраны здоровья детей на этом этапе не предусматривалось.
24 февраля 1919 года Союз коммун Северной области был упразднен. Комиссариат здравоохранения после серьёзного реформирования стал называться Губернским отделом здравоохранения (Губздравотдел). В нём впервые был создан подотдел Охраны здоровья детей, в структуре которого среди прочих предусматривались: отделение охраны материнства и младенчества (им руководила ученица В. О. Мочана, выпускница Женского медицинского института 1916 года Антонина Яковлевна Гольдфельд) и лечебно-санаторное отделение, которое возглавил сам Виктор Осипович. Он же стал одним из ключевых членов Учёного Совета по охране материнства и младенчества, учрежденного при Губздравотделе.
В помощь подотделу Охраны здоровья детей, в ноябре 1920 года под председательством В. О. Мочана было создано Общество охраны материнства и младенчества, которое, действуя параллельно с Обществом детских врачей Петрограда, объединило детских врачей, работавших в системе охраны материнства и младенчества. В 1931 году это Общество вошло в состав Общества детских врачей. Короткий период своего существования оно было тем местом, где вырабатывалось единое понимание того, каким должно стать детское здравоохранение в Ленинграде.
Усилиями А. Я. Гольдфельд и В. О. Мочана была разработана концепция системы охраны здоровья детей в Петрограде. Основанная на настойчиво внедряемых большевиками принципах демократического централизма, она предусматривала существование двух независимых структур: Охраны материнства и младенчества (ОММ) и Охраны здоровья детей и подростков (ОЗДиП). Уже к 1923 году в Петрограде действовал 21 пункт охраны материнства и младенчества. В них оказывалась амбулаторная и консультативная помощь детям раннего возраста и беременным женщинам, проводилась профилактическая и просветительная работа. Здесь же нуждающиеся дети обеспечивались молоком. Кроме того в городе функционировали 36 яслей, 8 домов малютки, 4 родильных дома, 18 родильных приютов. Для детей старше трех лет развивались школьно-профилактические амбулатории, детские лазареты, распределительные пункты. Чуть позже стали появляться пункты охраны здоровья детей (будущие детские поликлиники), которых к 1927 году было всего 7.
Один из распределительных пунктов, а именно Петроградский Центральный карантинно-распределительный детский пункт, в 1922 году В. О. Мочан возглавил сам, заменив в этой должности М. Г. Данилевича. Пункт располагался в гостинице «Европейская» и оказывал первую социальную и медицинскую помощь обездоленным и нуждающимся детям.
Важным итогом деятельности В. О. Мочана в Губздравотделе стало принятое в 1924 году решение об организации в Ленинграде научно-практического Института охраны материнства и младенчества имени Ленина (НПИ ОММ или «Матмлад»), призванного стать научно-методическим центром системы ОММ. Концепция такого института была сформулирована ещё в 1914 году Карлом Андреевичем Раухфусом в его работе «Всероссийское попечительство об охране материнства и младенчества». Большую помощь в обосновании этого проекта оказали Виктору Осиповичу врачи Пункта ОММ № 7 Василеостровского района З. О. Мичник и А. Н. Антонов.
Институт был открыт в годовщину смерти В. И. Ленина 22 января 1925 года на территории детской Выборгской больницы (бывшая Городская детская больница «В память священного коронования Их Императорских Величеств»). Его первым директором был назначен профессор В. О. Мочан, однако в этой должности он проработал всего 3 месяца. В апреле 1925 года его сменила присланная из Центрального аппарата врач-большевик, участница революционного движения Ю. А. Менделева. При ней до 1929 года Виктор Осипович оставался научным руководителем клинического отдела института.
В соответствии с концепцией развития детского здравоохранения, Губзравотдел в феврале 1927 года принял решение об организации, помимо института Охраны материнства и младенчества, ещё и научно-практического института Охраны здоровья детей и подростков (НПИ ОЗДиП, ныне известного как НИИ детских инфекций). Институт был открыт на базе 4-го Пункта охраны здоровья детей (ул. Красных Зорь, д. 5) под руководством главного врача пункта А. А. Матушак. Через год, когда институт переехал в д. № 9 по ул. профессора Попова, его возглавила коллега Виктора Осиповича по Губздраваотделу А. Я. Гольдфельд. В 1929 году она пригласила к себе профессора В. О. Мочана руководить биологическим и диагностическим отделами. Здесь в 1931 году он к тому же открыл и возглавил клинику по изучению детского туберкулёза и одновременно занял должность консультанта санаторного сектора.

### Деятельность на посту руководителя кафедры детских болезней 2-го ЛМИ
В феврале 1930 года по известному «Академическому делу» был арестован и впоследствии осужден заведующий кафедрой и клиникой детских болезней 2-го Ленинградского мединститута, профессор Эммануил Бернгардович Фурман.
В 1931 году на ставшую вакантной должность был избран профессор В. О. Мочан. Не оставляя своей деятельности в институте ОЗДиП, он трудился в этой должности до начала Великой Отечественной войны. Трудности заключались в том, что именно в это время новой клинической базой кафедры стала I-я грудная и терапевтическая клиники детской больницы им. Пастера, располагавшиеся в отдельном здании на проспекте Огородникова, д. 9 (ныне Рижский пр., д. 21). Клиники пришлось восстанавливать буквально с нуля. Об этом подробно повествует статья Виктора Осиповича в институтской многотиражке «Профилактик» за 14.04.1934 года.
В годы, когда грудную клинику возглавлял В. О. Мочан, она специализировалась на лечении детей с цереброспинальными менингитами и токсическим диспепсиями. Здесь впервые в СССР В. О. Мочан успешно испытал эффективность моноизовалентной антименингококковой сыворотки профессора П. Ф. Здродовского. Кроме того, в клинике Виктора Осиповича за короткий срок почти вдвое удалось снизить смертность при токсических диспепсиях.

Профессор В. О. Мочан (вверху, справа) на странице выпускного альбома 2-го ЛМИ. Выпуск 1932 - 1937 г.

Терапевтическая клиника В. О. Мочана специализировалась на лечении детского ревматизма. Она стала первой детской клиникой в Ленинграде, включённой в состав комитета по изучению ревматизма и борьбы с ним. В течение многих лет занимаясь организацией санаторной помощи, он впервые в СССР способствовал открытию отделения для этапного лечения больных с ревматизмом при детском Приморском профилактическом санатории в Ленинградском пригороде «Сестрорецкий Курорт».
В те же годы, правда недолго, В. О. Мочан в качестве профессора факультета дефектологии сотрудничал с педагогическим институтом им. А. И. Герцена.
В 1941 году, перед тем, как вокруг Ленинграда замкнулось блокадное кольцо, В. О. Мочан проводил семью в Омск. Он оставался в осажденном городе до ноября 1941 года, когда тяжело заболев, самолётом был эвакуирован и в Омске соединился с семьей. Здесь в 1941—1942 гг. он был постоянным консультантом Облздравотдела, консультировал в областной детской больнице, в детских поликлиниках, в туберкулезной детской больнице. Виктор Осипович внес свою лепту и в подготовку военно-медицинских кадров, взяв на себя чтение курса детских инфекций, позднее — общего курса инфекционных болезней в эвакуированном сюда из Ленинграда Военно-Медицинском училище им. Щорса, читал лекции студентам Омского мединститута.
Виктор Осипович Мочан скончался 7 января 1943 года и был похоронен на ныне пришедшем в упадок Омском Старо-Еврейском кладбище. Сведений о сохранности его могилы обнаружить долго не удавалось, однако в 2014 году его могилу разыскали и привели в порядок студенты и преподаватели педиатрического факультета Омского медицинского университета.

## Вклад в медицинскую науку и практику
Вклад В. О. Мочана в отечественное и прежде всего петербургское детское здравоохранение во многом недооценён. По утверждению профессоров И. М. Воронцова и Н. П. Шабалова:  

«...Созданная когда-то в СССР система медицинской охраны детства и подготовки врачей педиатров являлись лучшими в мире, вплоть до начала их варварского реформирования в последние годы. Ни одна страна мира не имела таких высочайших показателей эффективности детского здравоохранения в расчете на сохраненные детские жизни и спасенные человеко-годы жизни без инвалидизации на единицу вложенных средств»— Из обращения Союза педиатров Санкт-Петербурга к Президенту России Владимиру Владимировичу Путину и ко всем‚ кому небезразлична судьба Отечества! — 2004
.
- В. О. Мочан оказался в числе тех немногих, кто закладывал основы этой системы охраны здоровья детей в Ленинграде. Он же оказался среди главных инициаторов создания института Охраны материнства и младенчества, преобразованного в 1935 году в первый в мире учебный Педиатрический медицинский институт.
- Виктор Осипович понимал, что без широкого участия медицинской общественности создать оптимальную систему охраны здоровья детей невозможно. Ради этого, в 1920 году он стал одним из главных учредителей Общества охраны материнства и младенчества в Петрограде, которое возглавлял весь период его существования. В отличие от общества детских врачей, Общество, возглавляемое Виктором Осиповичем, имело не столько научно-клиническую, сколько научно-организационную и медико-социальную направленность.
- Как учёный-клиницист В. О. Мочан заявил о себе ещё в самом начале своей врачебной деятельности.

Его диссертационное исследование, посвященной анализу состояния кальциево-фосфорного обмена при рахите, оказалось «пионерским», дав старт многочисленным работам в области изучения электролитного обмена при рахите и рахитоподобных заболеваниях у детей.
- Большое внимание в своих работах В. О. Мочан уделял вопросу острых и хронических расстройств питания у детей, в том числе токсическим диспепсиям и, как следствие этого, вопросам организации детского питания, формированию норм питания для детей различных возрастов, разработке методов лечебного питания. Им, в частности, были предложены «сливочно-мучная смесь» и белковое питание, сыгравшие на определённом этапе существенную роль при выхаживании больных с токсическими диспепсиями.

В 1925 году в клинике института ОММ одним из первых в СССР В. О. Мочан начал переливание крови при различных заболеваниях детей и, прежде всего, при токсических диспепсиях .
- Целая серия исследований В. О. Мочана посвящена проблеме конституции и физического развития детей. Им были выделены собственные конституциональные соматотипы, а в монографии, выпущенной совместно с  профессором Ю Л. Поморским, были представлены первые в СССР стандарты физического развития школьников.
- Важной проблемой, которой занимался В. О. Мочан был детский туберкулёз. Широкое развитие это направление педиатрии получило только в советский период, хотя ещё в 1910 году Виктор Осипович опубликовал работу, посвященную дифференциальной диагностике туберкулёзного менингита у детей. В 1922 году В. О. Мочан предложил собственную классификацию лёгочного туберкулёза у детей. Им были опубликованы наблюдения над клиническими типами первичной аллергии легочного туберкулеза.

Раньше других, ещё до 1928 года В. О. Мочан, оценил значение вакцинации новорожденных по Кальметту. В качестве председателя комиссии по борьбе с детским туберкулезом при Ленинградском Губздраве, он дал старт массовой вакцинации БЦЖ среди детей.

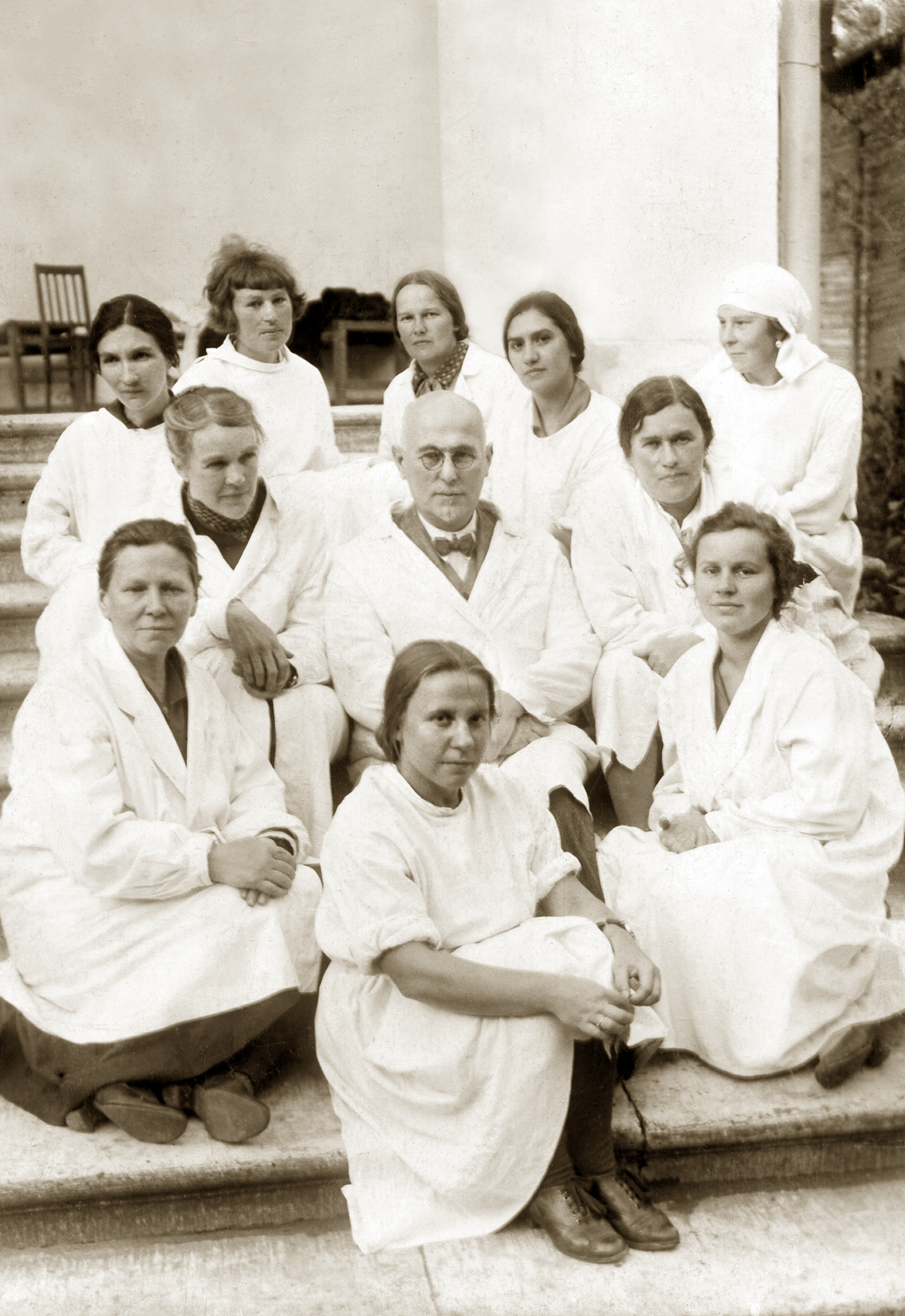
Профессор В. О. Мочан с сотрудниками Детского приморского профилактического санатория "Сестрорецкий Курорт". 1929 г.

- С 1931 года большое внимание в своих научных исследованиях В. О. Мочан стал уделять детскому ревматизму. Он был одним из инициаторов создания и председателем педиатрической секции Ленинградского Комитета по изучению ревматизма и борьбе с ним.

Под руководством В.О. Мочана в его клинике изучались особенности течения ревматизма в детском возрасте, дифференциальная диагностика и динамика поражения сердца. Большой клинический опыт В. О. Мочана привел его к оптимистическому взгляду на судьбу ребёнка-ревматика. Ещё до открытия пенициллина и глюкокортикоидов,  которые с 50-х годов XX века во многом стали определять течение и исход ревматизма, он утверждал, что, в отличие от взрослых пациентов, у детей врач должен ставить перед собой задачу не только максимально возможной компенсации поражения сердца, но и полного исцеления больного ребенка. С его точки зрения, эта цель вполне достижима за счёт огромных репаративных возможностей детского организма.
Путь к разрешению этой задачи Виктор Осипович усматривал в этапном лечении ревматизма, стройную систему которого он разработал и впервые применил в Ленинграде в 1934~1935 гг. Важнейшим этапом он считал длительное лечение ребенка после завершения острой фазы ревматизма в специализированном санаторном отделении. Не меньшее значение в комплексном ведении ревматологического больного В. О. Мочан придавал диспансерному наблюдению в специализированном кабинете пункта ОЗДиП по предложенной им технологии.
Реализация концепции ведения ревматологических больных по В. О. Мочану выразилась в открытии в 1935 году при Сестрорецком детском санатории первого в СССР специализированного, ревматологического отделения, позднее увеличенного до 200 коек с одновременным переводом в Мартышкино (после Великой Отечественной войны санаторная помощь детям-ревматикам была вновь организована в Сестрорецке, где детский санаторий стал полностью ревматологическим) и создание специализированных ревматологических кабинетов, ставших прообразом детской амбулаторной ревматологической службы.
Концепция этапного лечения отдельных видов детских заболеваний позже была принята другими педиатрическими службами и используется в настоящее время.
- В качестве секретаря первого в России журнала «Педиатрия» В. О. Мочан стоит у истоков научной педиатрической периодической литературы. По инициативе профессора Д. А. Соколова журнал издавался в Петербурге с 1911 по 1915 гг. После Октябрьской революции Виктор Осипович приложил много усилий к возрождению журнала, и, когда издание журнала в 1924 году возобновилось, был его ответственным редактором до перевода в 1930 году редакции в Москву. В. О. Мочан был инициатором издания «Журнала детских болезней» и редактировал его в 1926-1927 гг. Он принимал участие в создании и редактировании журналов «Охрана материнства и младенчества», а позднее журнала «Вопросы педиатрии, педологии и охраны материнства и детства».

## Некоторые научные труды
Профессор Виктор Осипович Мочан является автором более 60 печатных работ. Перечень части из них представлен ниже:
- Мочан В. О. О дифференциальном распознавание туберкулёзного и серозного менингитов у детей. — СПб.: Врачебная газета, 1910.
- Жуковская Е. Ю., Корольков П. Я., Мочан В. О., Пивоваров В. П., Шабад И. А., Шор Г. В. Сборник работ, посвящённых проф. Д.А. Соколову по случаю 25-летия его научной, врачебной и общественной деятельности. XXV. 1885 г. - 1910 г.. — СПб.: тип. журн. "Практ. медицина" (В.С. Эттингер), 1910. — 104 с.
- Мочан В. О. О применении флебографии в распознавании врождённых пороков сердца / Протоколы Общества детских врачей. — СПб., 1911.
- Мочан В. О. О вакцинотерапии гонококковых вульвовагинитов у детей. — СПб.: Педиатрия, 1912.
- Мочан В. О. Обмен азота и извести при потере жёлчи у собаки. Предварительное сообщение / Труды 1-го Всероссийского съезда детских врачей. — СПб., 1912.
- Мочан В. О. О подготовке персонала по охране материнства и младенчества. / Труды Учёного Совета Охраны матер. и младенч. — 1920.
- Мочан В. О. О регистрации новорождённых. / Труды Учёного Совета Охраны матер. и младенч. — 1920.
- Мочан В. О. О государственном призрении беспризорных.  К вопросу о реформе воспитательных домов. / Труды Учёного Совета Охраны матер. и младенч. — 1920.
- Мочан В. О. Типы лечебно-воспитательных учреждений для больных детей. / Протоколы всероссийского Совещания по охране здоровья детей. — М., 1920.
- Мочан В. О. Современные задачи охраны материнства и младенчества. / Речь на не открытии Научного Общества Охр. матер, и млад. — 1920.
- Мочан В. О. О классификации туберкулёза у детей. / Протоколы совещания врачей клинической больницы им. Воскова. — Л., 1922.
- Мочан В. О. Современное направление соматометрии у детей. / Протокол Общества детск. врачей в Петрограде. — Педиатрия, 1922.
- Мочан В. О. Деятельность и планы ближайшей работы комиссии по борьбе с детским туберкулёзом в Петрограде.. — Л., 1923. — 39-44 с. — (Материалы по борьбе с туберкулёзом в Петрограде за 1922 год. Сб. 1.).
- Мочан В. О. О хронических заболеваниях лимфатических желёз у детей и туберкулёз грудных детей / Под ред. и с предисл. проф. 2-го гос. ун-та высш. мед. шк. в Москве А.А.Киселя.. — М., 1924. — 124 с.
- Мочан В. О. Об объективном определении развития грудной клетки. — Педиатрия, 1924, № 1. — Т. 8.
- Мочан В. О. Охрана материнства и младенчества и борьба с туберкулёзом. — Л., 1925. — 16-25 с. — (Охрана материнства и младенчества. № 1.).
- Мочан В. О. Типы Sigaud в детском возрасте / Сборник детских болезней под ред. М. Л. Абельмана (Ленинград), проф. А. А. Киселя (Москва), проф. М. С. Маслова и др. — Л.: О-во дет. врачей в Ленинграде, 1925. — 64 с.
- Краткий отчёт о деятельности научного Общества охраны материнства и младенчества [в Ленинграде] в 1924 г.. — 1925. — Т. 36. — 534 с. — (Журн. акушерства и жен. болезней. кн. 5.).
- Клейн-Шапшал С. Ф. Что должна знать каждая мать об уходе за ребёнком /Под ред. и с предисл. д-ра В.О.Мочана (Науч. рук. Клинич. отд. Ленингр. ин-та охраны материнства и младенчества).. — Л.: Брокгауз-Ефрон, 1926. — 144 с.
- Клиника детских болезней / Сб. ст. под ред. проф. В.О.Мочана; при участии: М.Л.Абельмана (Ленинград), проф. А.А.Киселя (Москва) и др.. — Л.: Практ. медицина, 1926-1927.
- Мочан В. О. Вакцинация новорождённых против туберкулёза но способу Кальметта. — Л.: Ленингр. медиц. журнал, 1928.
- Мочан В. О. Клинические типы первичной аллергии лёгочного туберкулёза. / В сборнике: Патогенез и клиника туберкулёза лёгких. — М., 1928.
- Мочан В. О. О лечении острых инфекционных колитов у детей. — Вестник современной медицины, 1928.
- Эйнис В. Л., Швайцар В. Т., Рубинштейн Г. Р., Хольцман В. С., Мочан В. О., Маркузон В. Д., Бурденко Н. Н. Патогенез и клиника туберкулёза лёгких в свете современных учений. [Сборник докладов на Объединённой конференции противотуберкулёзных организаций Наркомздрава и Мосздравотдела 11, 12 и 17 марта 1928 г.].. — Л., 1928. — 197 с.
- Мочан В. О., Рубель Е. М. О деятельности комиссии по борьбе с детским туберкулёзом.. — 1928. — 135-137 с. — (Ленинградский медицинский журнал. №6.).
- Заблоцкий М. Ф. Диэтическое и лекарственное лечение детей / Под ред., с дополнениями и предисл. проф. В.О. Мочана. — Л., 1929. — 351 с.
- Мочан В. О. О диетотерапии острых колитов у детей. — Вопросы социальной гигиены, 1929.
- Мочан В. О. Очередные задачи вакцинации против туберкулёза по способу Кальметта / Доклад в Научном о-ве детск. врач. — Л., 1929.
- Мочан В. О. О методах учёта санаторно-курортного лечения. / Сб. Сестрорецкого Курорта. — 1929.
- Мочан В. О. Биотипология раннего детства. / Сб. Ин-та ОММ под ред. Чулицкой. — 1929.
- Мочан В. О., Моносзон С. М., Синельников Б. И. Деятельность Ленинградской комиссии по борьбе с детским туберкулёзом (01.01.1923 - 15.05.1929). — Л., 1930. — 138-139 с. — (Вопр. туберкулёза. № 2.).
- Мочан В. О. Предмет, методы и задачи соматической педологии. / Сб. Гос. Педагогического ин-та им. Герцена Педалогические исследования. — 1930.
- Мочан В. О. Трёхлетний опыт новой формы борьбы с летними детскими поносами. — Вопросы педиатрии, 1933, № 1. — Т. 7.
- Мочан В. О. Физическое развитие Ленинградского школьника по данным 1927-1930 гг. /Проф. В.О. Мочан и проф. Ю.Л. Поморский; Под ред. проф. В.Н. Иванова.. — Л.: Биомедгиз, 1933. — 137 с. — (Ленингр. обл. науч.-практич. ин-т охраны здоровья детей и подростков.).
- Мочан В. О. Об изосеротерапии зпидемического цереброспинального менингита у детей. — Советская педиатрия, 1934, № 9.
- Мочан В. О. Проблемы ревматизма в детском возрасте. — Сов. врач. газета, 1935, № 13.
- Нормы питания детей дошкольного возраста. Эксперимент. Исследования. / Сборник Ленингр. науч.-иссл. ин-т обществ. питания под ред. проф. В. О. Мочана. — Л.: Биомедгиз. Ленингр. отд-ние, 1935. — 71 с.
- Мочан В. О. Проблема рахита за 50 лет. Доклад на торжественном заседании Общества детских врачей в Ленинграде по случаю его 50-летия. — Л.: Совр. врачебн. журнал, 1936.
- Факторы санаторно-курортного лечения в детском возрасте. Сборник статей /Под ред. доц. А.И. Шишкиной, дир. Ин-та и проф. В.О. Мочана, науч. руководителя Детского сектора ин-та;. — Л.: Биомедгиз, Ленингр. отд-ние, 1936. — 132 с. — (Ленингр. науч.-иссл. ин-т курортологии.).
- Мочан В. О. Дифференциальная диагностика приступов ревматизма у детей. / Доклад на Всесоюзном совещании по ревматизму. — М., 1936.
- Мочан В. О. Распознавание плевритов у детей / В сб. Вопросы диагностики детск. болезней. — Медгиз.
- Мочан В. О. Острым инфекционный гепатит (болезнь Боткина) у детей. / Доклад в Обществе детск. врачей.
- Мочан В. О. Опыт лечения детей на Северном морском побережье. / Сб. Факторы санаторно-курортного лечения у детей. — Л., 1936.
- Мочан В. О. К методике показаний к талласотерапии. / Сб. Факторы санаторно-курортного лечения у детей. — Л., 1936.
- Мочан В. О., Опарина М. В. Режим дня профилактического санатория / Сб. Факторы санаторно-курортного лечения у детей. — Л., 1936.
- Мочан В. О. Курс детских болезней. — Изд.2 МИ. Напечатана на правах рукописи.
- Мочан В. О., Щаган Б. Ф. Брюшной тиф у детей. / Руководство по детским болезням в 4-х томах. — 1937. — Т. 4.
- Мочан В. О. Эффективность лечения в пунктах ОММ в Ленинграде. — Современный врачебный журнал, 1938, № 3.
- Мочан В. О. Динамика ревматических поражений сердца у детей. — Сов. врач. журнал, 1939, № 3.
- Мочан В. О. О курортном помощи детям. — Педиатрия, 1940, № 6.
- Мочан В. О. Первые итоги этапного лечения ревматизма у детей в Ленинграде / Доклад на Ленингр. пленуме Всесоюзн. Ком-та по изучению ревматизма. — 1941, январь. — (подготовлено к печати).
- Мочан В. О. Хронические полиартриты у детей. / Доклад в объединённых заседаниях Педиатрической секции ревмакомитета, Лен. Общества детских врачей и детской Артрологической секции Московского ревмакомитета. — 1941, май.
- Мочан В. О. О сульфидинотерапии крупозной пневмонии, бронхопневмонии и цереброспинального менингита у детей. — Сов. врач. журнал, 1941, № 5.

#### Доклады на заседаниях Общества детских врачей
| Случай водяного рака, леченного красной электрической лампой (дем.) | 02.05.1901 | О дифференциальном распознавании туберкулёзных серозных менингитов                 | 13.02.1908 |
| Случай саркомы средостения                                          | 05.11.1908 | Случай внедрения кишки (дем.)                                                      | 14.01.1910 |
| Случай недостаточности vv. tricuspidalis                            | 28.09.1910 | О вакцинотерапии гонококковых вульвовагинитов                                      | 09.11.1911 |
| Пироговская детская больница (совместно с Фоминым)                  | 06.12.1917 | О применении питательных дрожжей в детском возрасте (совместно с А. И. Чистяковой) | 20.05.1918 |
| Современное состояние соматометрии                                  | 07.06.1922 | Типы Сиго у детей                                                                  | 04.03.1925 |
| Обследование школьников на туберкулез                               | 1925       | О фотоактивности витаминов                                                         | 22.12.1926 |
| Клиника начальных форм туберкулёза                                  | 22.05.1928 | О формах туберкулёзного менингита                                                  | 21.12.1928 |
| Очерк деятельности Пирке                                            | 22.05.1929 | Памяти профессора Соколова                                                         | 13.03.1931 |
| Значение открытия палочки Коха                                      | 26.05.1932 | Сестрорецк как детский курорт                                                      | 16.06.1933 |
| Значение новой формы профилактической работы по борьбе с поносами   | 02.03.1934 |                                                                                    |            |
— 

## Семья

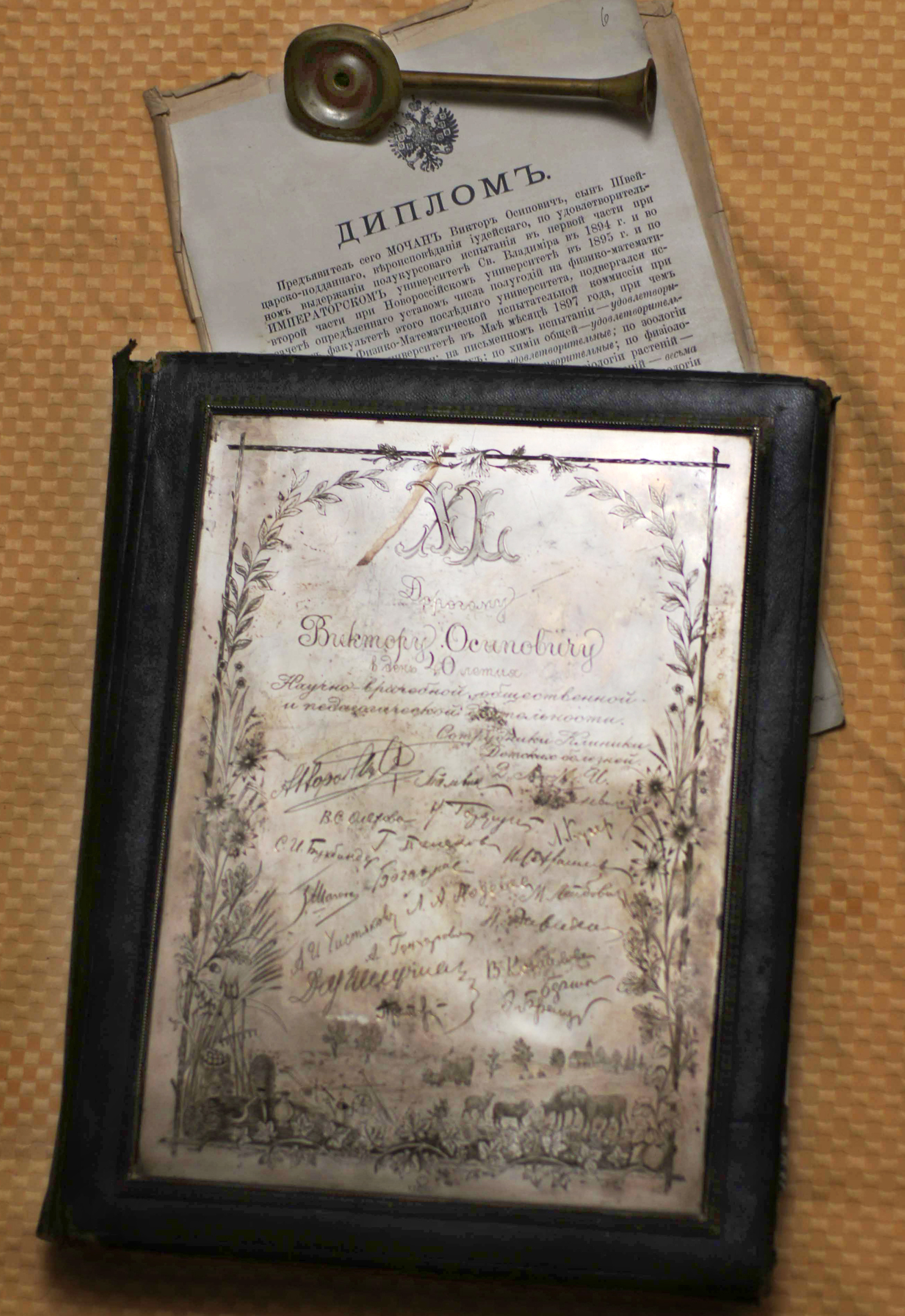
Память (2016)

Жена — Берта Григорьевна (Бетя Гершевна) Мочан (урождённая Шпильберг; 1876—1962), сестра одесского предпринимателя Соломона Григорьевича Шпильберга; брак был зарегистрирован 12 сентября 1901 года в Одессе. Её племянник, военный врач Зигмунд Соломонович Шпильберг, был женат на писательнице Лидии Варковицкой.
Дочери:
- Екатерина Викторовна (2 февраля 1902 — 15 января 1973) — историк-медиевист, библиограф.
- Ирина Викторовна (21 ноября 1903 — 1978) — доктор физико-математических наук, научный сотрудник ФТИ имени А. Ф. Иоффе, жена доктора физико-математических наук Андрея Ивановича Ансельма (1905—1988), профессора физико-механического факультета ЛПИ, заведующего теоретическим отделом ФТИ имени А. Ф. Иоффе.

- Внук — доктор физико-математических наук Алексей Андреевич Ансельм (1934—1998), советский и российский физик-теоретик, профессор ЛГУ, директор НИИ ядерной физики в Гатчине.

- Правнучка — Ирина Алексеевна Ансельм (род. 1 июня 1960), врач-педиатр, детский невролог, доцент Гарвардской медицинской школы.

- Наталья Викторовна (5 октября 1906 — 20 сентября 1977), врач.

- Правнучка — Галина Радмировна Доброва (род. 30 сентября 1958), доктор филологических наук, профессор кафедры детской речи РГПУ имени А. И. Герцена.

- Брат — Эдмонд Осипович Мочан (7 декабря 1870, Одесса — 10 сентября 1931, Париж), инженер, коммерсант, кандидат естественных наук; член правления Ириновско-Шлиссельбургского промышленного общества, владелец Северного технико-промышленного товарищества (1908), директор правления Русского противопожарного акционерного общества (1917), преподаватель общества механических заводов[33]. В эмиграции во Франции.
  - Племянник — Леон (Лев Эдмондович) Мочан (19 июня 1900, Санкт-Петербург — 17 января 1990, Франция), французский математик и филантроп. Учился в Петроградском университете, эмигрировал в 1918 году, учился на факультете физических наук Лозаннского университета. С 1924 года жил во Франции, работал выборным администратором в Обществе изучения и развития долговременного кредитования (1927—1930), администратором в Обществе «Solitaire» (1932—1943). Во время войны работал в подпольном издательстве «Editions de minuit». В 1943 году под псевдонимом Thimerais издал книгу «La Pensée Patiente» («Терпеливое мышление»). Финансовый советник премьер-министра Франции (1945—1954). С 1954 года снова изучал математику, получил докторскую степень. В 1958 году основал Institut des Hautes etudes scientifiques (Институт высших научных знаний) в Бюр-сюр-Иветт (под Парижем), его директор (1958—1971), с 1972 года почётный директор и администратор. Член Французского и Американского математических обществ. Награждён Военным крестом (1939—1945), медалью Сопротивления, автор трудов в области топологии, теории множеств (его сын — французский политик-социалист Дидье Мочан[фр.], 1931—2017). Другой племянник — Александр Эдмондович Мочан (1899—1999) — жил в США (его жена — композитор и музыковед Марта Мочан, фр. Marthe Morhange-Motchane, 1897—1996).
- Братья — Георгий Осипович Мочан (1866—1942), химик, с 1924 года жил в Цюрихе (его внук, швейцарский инженер-химик Жорж Мочан, 1920—1989, был с 1936 года дружен с Томасом Манном, оставил о нём книгу воспоминаний «Thomas Mann — von nahem erlebt»)[34]; Александр Осипович Мочан (1869—1888)[35][36].
- Двоюродный брат (сын Арона Григорьевича Мочана, 1834—1910, старшего брата Осипа Григорьевича Мочана) — Григорий Аронович Мочан (1866—1913), доктор медицины[37], практикующий врач в Санкт-Петербурге.

## Адреса в Петербурге
- 1904: Прачечный пер., д. 7;
- 1905: Большой пр. П. С., д. 76-78;
- 1913: Каменноостровский пр., д. 27;
- с 1917: Большой пр. П. С., д. 81.
- ул. Петропавловская, д. 6[38].